# Kanonskogelboom
De kanonskogelboom (Couroupita guianensis) is een plant uit de familie Lecythidaceae. Het is een tot 35 m hoge boom met een afgeronde kroon. De kanonskogelboom komt van nature voor in het noorden van Zuid-Amerika en wordt veel aangeplant in parken. In Azië is de boom tevens geïntroduceerd.
De bladeren zijn afwisselend geplaatst, tot 30 cm lang, smal-elliptisch tot omgekeerd-eirond en staan aan de uiteinden van de twijgen dicht opeen. De bladeren vallen meerdere keren per jaar af.
De bloeiwijzen zijn lange trossen die direct op de stam onder de kroon en op de oudere takken worden gevormd (cauliflorie). De bloemen zijn bijna het hele jaar aanwezig. Ze zijn 6-10 cm breed en hebben zes roze tot dieprode, van buiten geelachtige kroonbladeren. In het midden van de bloem bevinden zich honderden, vergroeide, wit of roze met gele meeldraden. De bloemen geven 's nachts een wee-zoete geur af, die vleermuizen aantrekt als bestuivers. 
De vruchten worden normaal gesproken alleen gevormd in zijn natuurlijke verspreidingsgebied omdat daar de geschikte bestuivers aanwezig zijn. De vruchten zijn bol, bruin en 15-24 cm groot. Ze hebben een harde wand. Het vruchtvlees is brijig, onwelriekend en bevat vele zaden.